# Yorck (1906)
Le Reichspostdampfer (de) Yorck est un navire de charge et à passagers, le septième navire de la classe Feldherren.
Il est baptisé en hommage à Ludwig Yorck von Wartenburg.

## Histoire
En 1903 et 1904, la Norddeutscher Lloyd commande cinq premiers navires pour ses lignes de Reichspostdampfer. Le Yorck est le deuxième navire des six livrés entre 1906 et 1908.
Le Yorck fait son premier voyage le 23 novembre 1906 vers New York, puis un deuxième en janvier 1907 et un troisième en mars 1909. Le 20 février 1907, il part pour la première fois en Australie ; il y fera quatre voyages, dont le dernier débute le 25 novembre 1908. Le 23 octobre 1907 commence le premier des dix-sept voyages en direction de l'Asie de l'Est.
Au déclenchement de la Première Guerre mondiale, le Yorck se trouve au Japon. Il quitte le port de Yokohama le 4 août 1914 sous le commandement du capitaine Löser et part comme navire ravitailleur avec 3 000 tonnes de charbon, de vivres et d'autres objets rejoindre l'escadre d'Extrême-Orient à l'île Pagan. Il accompagne ensuite l'escadron dans l'océan Pacifique. Après la bataille de Coronel, le navire livre toute sa marchandise à l'escadron dans la baie de Saint-Quentin et est libéré. Il va à Valparaíso, où il est interné le 28 octobre 1914. L'équipage détruit les machines, afin d'exclure une utilisation par l'étranger.
Après la guerre, le Yorck et son sister-ship le Seydlitz, dont l'équipage a aussi détruit la propulsion, sont remorqués vers l'Allemagne. Selon l'accord du Colombus conclu en août 1921, le Seydlitz, le Yorck et quatre autres navires (Gotha, Göttingen, Holstein (de) et Westfalen) ne sont pas remis aux vainqueurs.
Après des réparations et une reconstruction pour transporter 8 976 tonneaux, le Yorck reçoit les installations pour prendre 795 passager de deuxième et troisième classes. Le 11 mars 1922, il fait son premier voyage vers New York depuis la guerre. En octobre 1926, il revient en Asie de l'Est. En avril 1927, le navire est réaménagé pour des passagers en cabine, touristes et de troisième classe. Il va à Baltimore puis fait une croisière en 1927 en mer du Nord et en mer Baltique. En 1928, il fait une croisière en Scandinavie. Il fait aussi un voyage vers La Havane et Galveston.
Le Yorck est relevé en 1929 et démoli en 1933.

## Source de la traduction
- (de) Cet article est partiellement ou en totalité issu de l’article de Wikipédia en allemand intitulé « Yorck (Schiff, 1906) » (voir la liste des auteurs).